# Kilian Ignaz Dientzenhofer
Kilian Ignaz Dientzenhofer (Tsjechisch: Kilián Ignác Dientzenhofer) (1 september 1689 - 18 december 1751) was een Boheems architect uit het baroktijdperk. Hij was de vijfde zoon van de Duitse architect Christoph Dientzenhofer. Gedurende zijn carrière werkte hij samen met zijn vader, alsook met Jan Santini Aichel.
Dientzenhofer is verantwoordelijk voor de architectuur van verschillende kerken en seculiere gebouwen in en rond Praag. Tevens heeft hij gewerkt aan meerdere gebouwen in andere steden in het huidige Tsjechië. Onder zijn beroemdste werken zijn onder meer de Sint Johannes van Nepomuk kerk, twee verschillende Sint Nicolaas kerken, het Kinský Paleis en de Vila Americana. Veel van zijn latere projecten zijn uiteindelijk gerealiseerd door zijn pupil en schoonzoon Anselmo Martino Lurago.

## Galerij

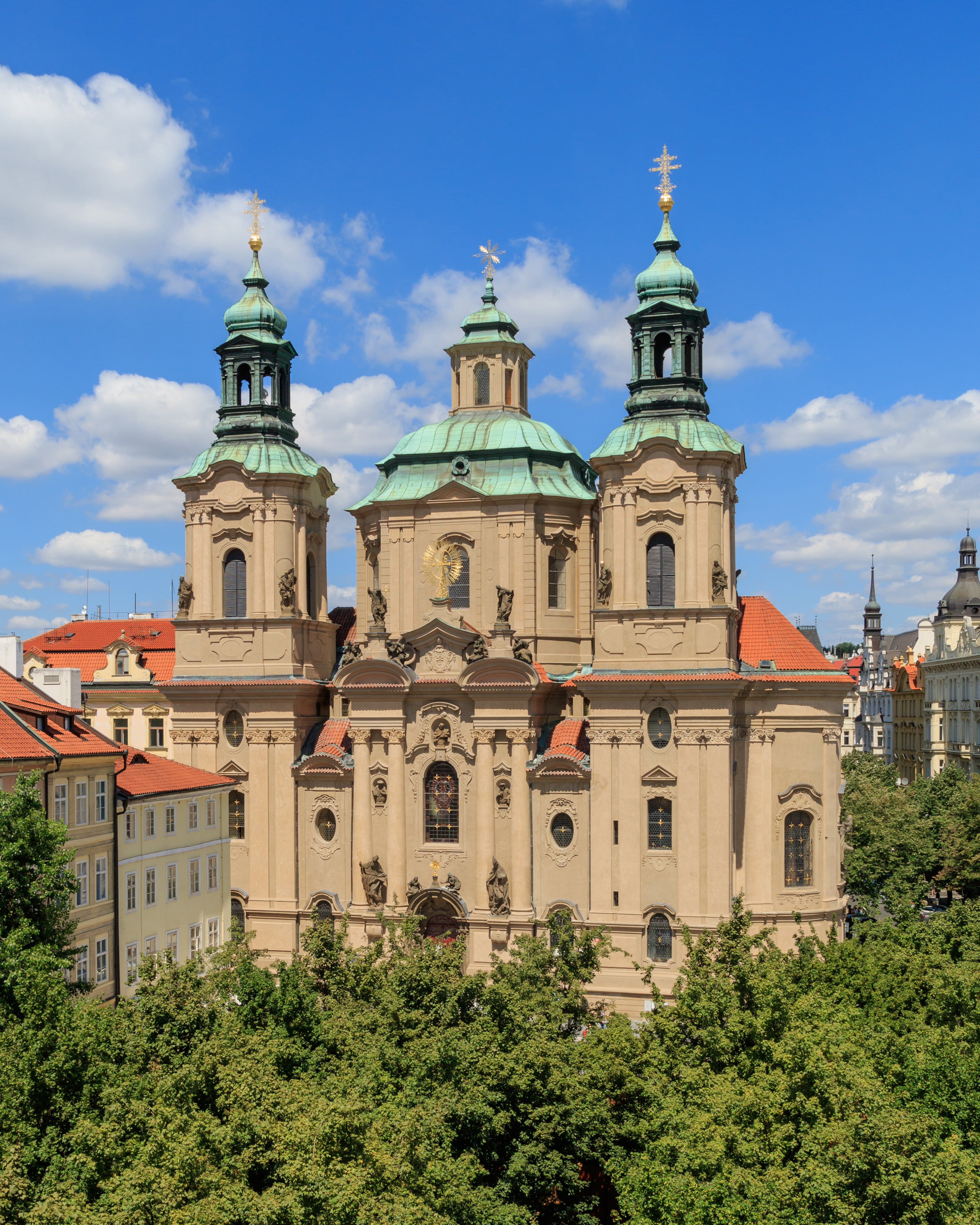
Sint-Nicolaaskerk (Malá Strana)
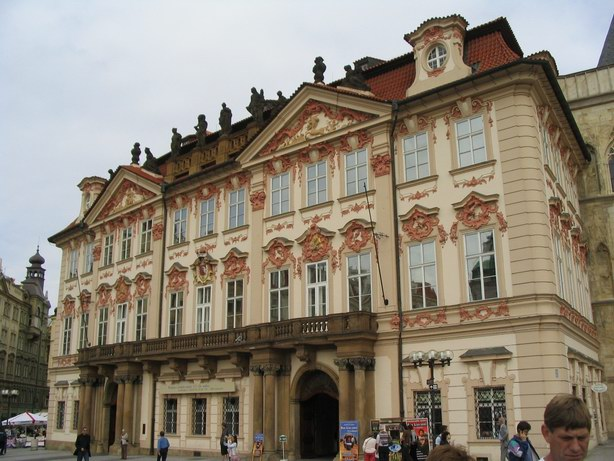
Kinský Paleis
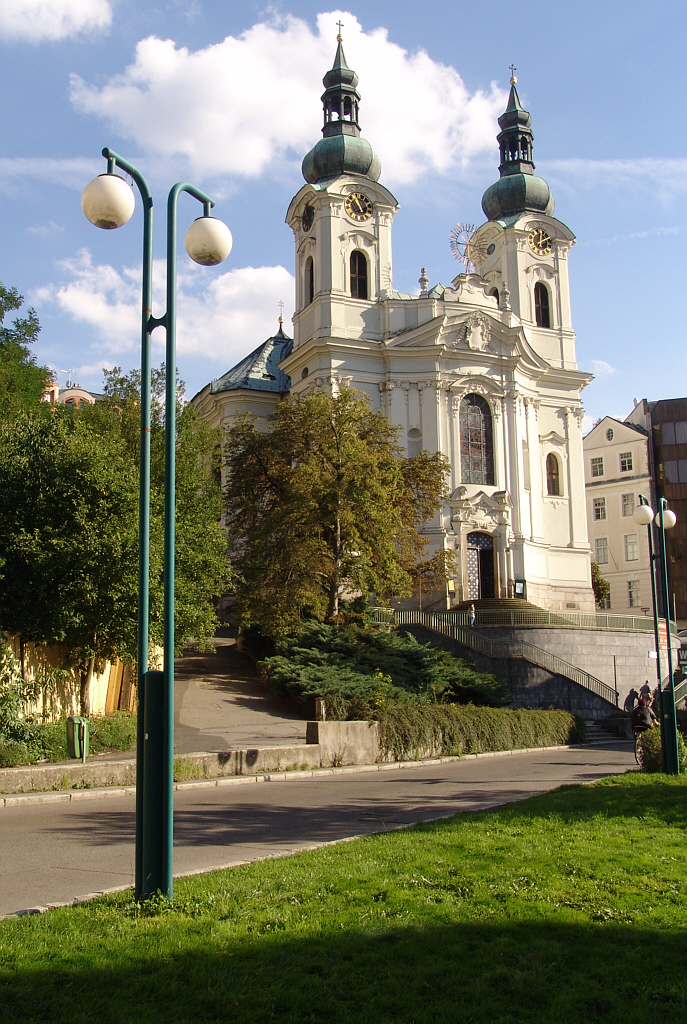
Sint-Magdalena Kerk in Karlsbad
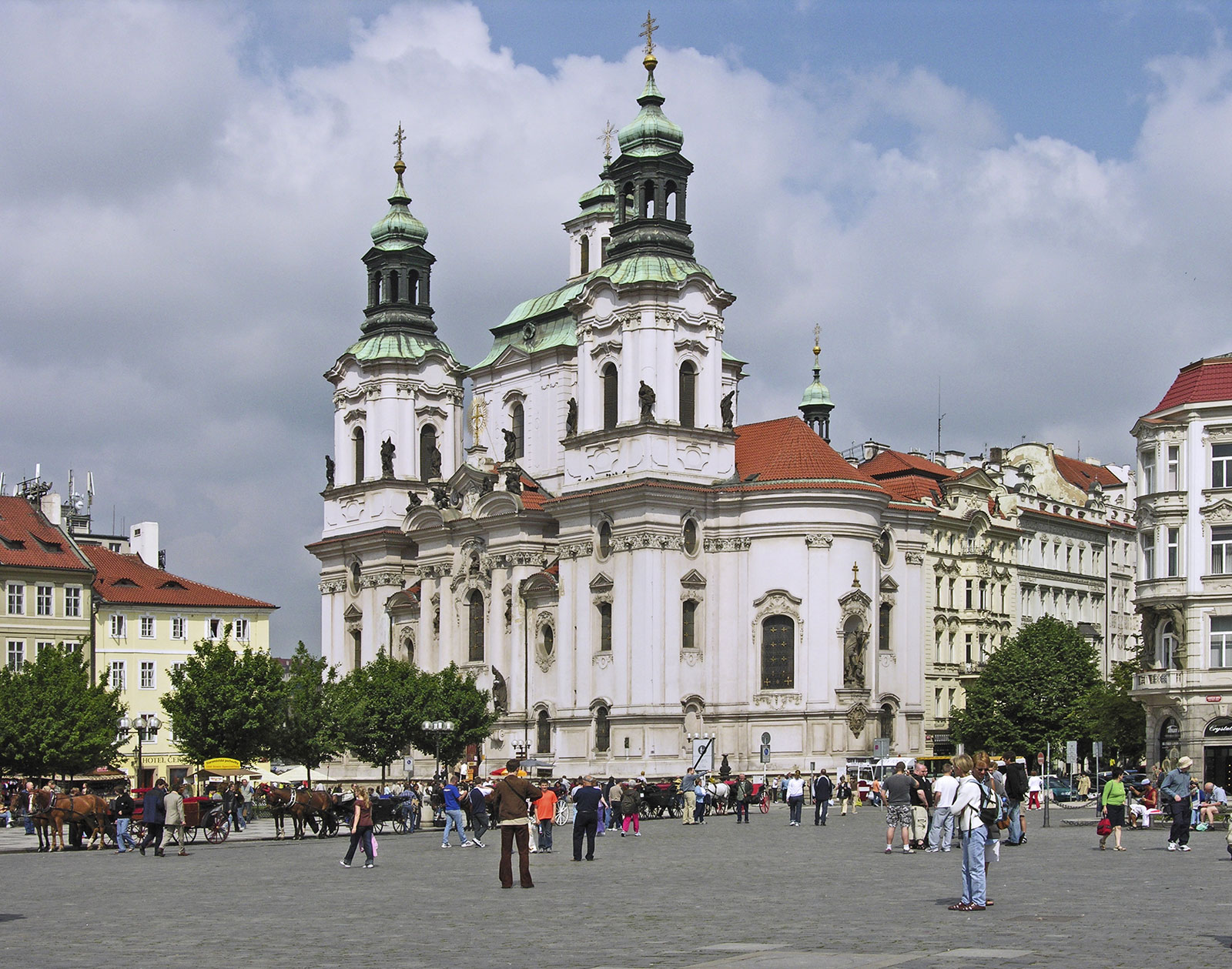
Sint-Nicolaaskerk (Oude Stad Praag)

- Biblioteca Nacional de España: XX1056786
- Bibliothèque nationale de France: cb12351191n (data)
- Gemeinsame Normdatei: 118671871
- International Standard Name Identifier: 0000 0001 0471 8501
- Library of Congress Control Number: nr87000424
- Nationale Bibliotheek van Tsjechië: jn19990209140
- Nationale Bibliotheek van Israël: 987007427557705171
- Réseau des bibliothèques de Suisse occidentale: 02-A003179822
- SNAC: w6h15cns
- Système universitaire de documentation: 191237825
- Union List of Artist Names: 500011269
- Virtual International Authority File: 86660363
- WorldCat: E39PBJt44fc39M9Ky4yXVhhj4q